# Euproctis chrysoparypha
Euproctis chrysoparypha är en fjärilsart som beskrevs av Collenette 1933. Euproctis chrysoparypha ingår i släktet Euproctis och familjen tofsspinnare. Inga underarter finns listade i Catalogue of Life.